# Reichsverband der Gehörlosen Deutschlands
Der Reichsverband der Gehörlosen Deutschlands e. V. (ReGeDe) war der erste Verband, der die Interessen der Gehörlosen in ganz Deutschland vertrat. Er wurde im Januar 1927 in Weimar gegründet; im Mai 1927 wurde der Vereinssitz nach Berlin verlegt.
Der Verband wurde bei einer Gründungsversammlung am 15. und 16. Januar 1927 in Weimar statt. Mitglieder des ersten geschäftsführenden Vorstandes waren als 1. Vorsitzender Fritz Albreghs (Kaufmann, Berlin), 2. Vorsitzender Johann Liepelt (hörend, Oberlehrer, Berlin), 1. Schatzmeister Oskar Schönrock (hörend, Stadtobersekretär, Berlin), 2. Schatzmeister Alfons Levy (Chemiker, Berlin), 1. Schriftführer Fritz Mehle (Pressvergolder, Berlin), 2. Schriftführer Richard Siebke (Tapezierer, Berlin) und als Beisitzer Paul Kroner (Zahntechniker, Berlin). Weitere bekannte Gründungsmitglieder waren Hermann Gocht und Robert Kratz.
In der Zeit des Nationalsozialismus wurde im Frühjahr 1933 eine Namens- und Satzungsänderung zum Nationalsozialistischen Reichsverband der Gehörlosen Deutschlands e. V. vorgenommen. Gemäß einem Schreiben der NSDAP vom Herbst 1933 durfte der Verein diese Bezeichnung jedoch nicht führen, so dass die Satzung wieder (rück-)geändert werden musste und der alte Name weitergeführt wurde. Im Dezember 1940 erfolgte eine weitere Änderung der Satzung und des Namens in Reichsbund (bisher Reichsverband) der Gehörlosen Deutschlands e. V. (ReGeDe). Im Mai 1943 wurde in Plauen im Vogtland die Deutsche Gehör- und Sprachgeschädigtenwohlfahrt (DGS) gegründet. Gleichzeitig ging der ReGeDe in der DGS auf.
Nach dem Zweiten Weltkrieg wurde als Nachfolgeorganisation in der Bundesrepublik Deutschland 1950 der Deutsche Gehörlosen-Bund e. V. (DGB) gegründet, der bis heute existiert. In der DDR wurde als Nachfolgeorganisation 1957 der Allgemeine Deutsche Gehörlosenverband (ADGV) gegründet, der sich 1973 in Gehörlosen- und Schwerhörigen-Verband der DDR (GSV) umbenannte, nachdem der Verband schon seit 1961 auch Schwerhörige aufgenommen hatte. Nach der Wende in der DDR gliederten sich die Gehörlosen und Schwerhörigen der DDR im Jahr 1991 den jeweiligen bundesdeutschen Verbänden an, das heißt dem Deutschen Gehörlosen-Bund (DGB) und dem Deutschen Schwerhörigenbund (DSB).